# WASP-19
Désignations
WASP-19, formellement nommée Wattle, est une étoile naine jaune de la constellation des Voiles. Elle est située à environ ∼ 880 a.l. (∼ 270 pc) de la Terre. L'exoplanète WASP-19 b orbite autour de cette étoile.